# Jim Rodford
James Walter "Jim" Rodford (7 de julio de 1941 - 20 de enero de 2018) era un músico y cantante inglés. Rodford nació en Hertfordshire, Inglaterra.
Rodford tocó el bajo para varios grupos de rock británico. Fue miembro fundador de Argent, dirigida por su primo Rod Argent. Fue bajista de los Kinks desde 1978 hasta su disolución en 1996.
En 2004, se unió a los Zombis reunidos, con quienes había estado estrechamente asociado desde principios de la década de 1960, y permaneció como miembro hasta su muerte en 2018. También fue miembro de los Swinging Blue Jeans y de los Kast Off Kinks.
Rodford murió el 20 de enero de 2018 de complicaciones de una caída a la edad de 76 años.

## Primeros años
Rodford nació el 7 de julio de 1941 en St Albans, Hertfordshire, Inglaterra. A finales de la década de 1950 y principios de la de 1960, fue miembro de Bluetones, la banda más grande de St Albans en ese momento. Aunque no se convirtió en miembro de la banda en esta etapa, Rodford fue fundamental para ayudar a su primo más joven Rod Argent a formar los Zombis en 1964. Rodford más tarde se unió a Mike Cotton Sound como bajista.

## Carrera musical
Junto con Rod Argent, Rodford fue uno de los miembros fundadores de Argent. Cuando Rod Argent dejó la banda, los tres miembros restantes (Rodford, Bob Henrit y John Verity) formaron la breve banda Phoenix. Finalmente, Rodford se unió a los Kinks como bajista en 1978 y tocó con ellos hasta su desintegración final en 1997.